# Podmileský potok
Podmileský potok je potok v okrese Chomutov v Ústeckém kraji v České republice. Je dlouhý 8,85 km. Pramení v Krušných horách v katastrálním území Podmilesy, které spadá pod obec Domašín. Pramen se nachází ve výšce 829 metrů asi jeden kilometr jihozápadně od vlakové zastávky Rusová a asi 600 metrů jihovýchodně od bezejmenné kóty s nadmořskou výškou 875 metrů.
Stéká po úbočí Krušných hor krajinou, ve které se střídají pastviny a lesy a teprve v poslední třetině délky protéká Ciboušovem a Kláštercem nad Ohří, kde se zleva vlévá do Ohře v nadmořské výšce 287 metrů před železničním mostem trati Chomutov–Cheb. Největším přítokem Podmileského potoka je Hradišťský a Klášterecký potok. Na horní části toku stávala vesnice Podmilesy, která zanikla roku 1967 vysídlením. V údolí potoka se mezi Domašínem a Louchovem nachází přírodní památka Podmilesy.
Průměrný průtok Podmileského potoka u ústí do Ohře je 0,15 m³/s. Plocha povodí měří 27,62 km² a nachází se v něm 25 vodních ploch s celkovou rozlohou 2 ha. Hustota říční sítě povodí je 1,23 km/km². Správcem toku je státní podnik Povodí Ohře.
Stupně povodňové aktivity na hlásném profilu v Klášterci nad Ohří na říčním kilometru 0,77:
- 1. stupeň povodňové aktivity – vodní stav: 60 cm (průtok 8 m³/s)
- 2. stupeň povodňové aktivity – vodní stav: 90 cm (průtok 15 m³/s)
- 3. stupeň povodňové aktivity – vodní stav: 110 cm (průtok 20 m³/s)

| N             | 1   | 2   | 5    | 10   | 20   | 50   | 100  |
| ------------- | --- | --- | ---- | ---- | ---- | ---- | ---- |
| Průtok (m³/s) | 5,3 | 8,0 | 12,7 | 17,0 | 21,6 | 28,5 | 34,5 |

| N             | 1   | 2    | 5    | 10   | 20   | 50   | 100  |
| ------------- | --- | ---- | ---- | ---- | ---- | ---- | ---- |
| Průtok (m³/s) | 7,7 | 11,7 | 18,4 | 24,3 | 31,0 | 41,0 | 49,6 |